# یوژف وارسشی
یوژف وارسشی (انگلیسی: József Várszegi; ۷ سپتامبر ۱۹۱۰ – ۱۲ ژوئن ۱۹۷۷) ورزشکار دو و میدانی اهل مجارستان بود.
وی در مسابقات کشوری و بین‌المللی در مجموع برندهٔ ۲ مدال طلا، ۱ مدال نقره، ۲ مدال برنز شده‌است.